# Krabbos

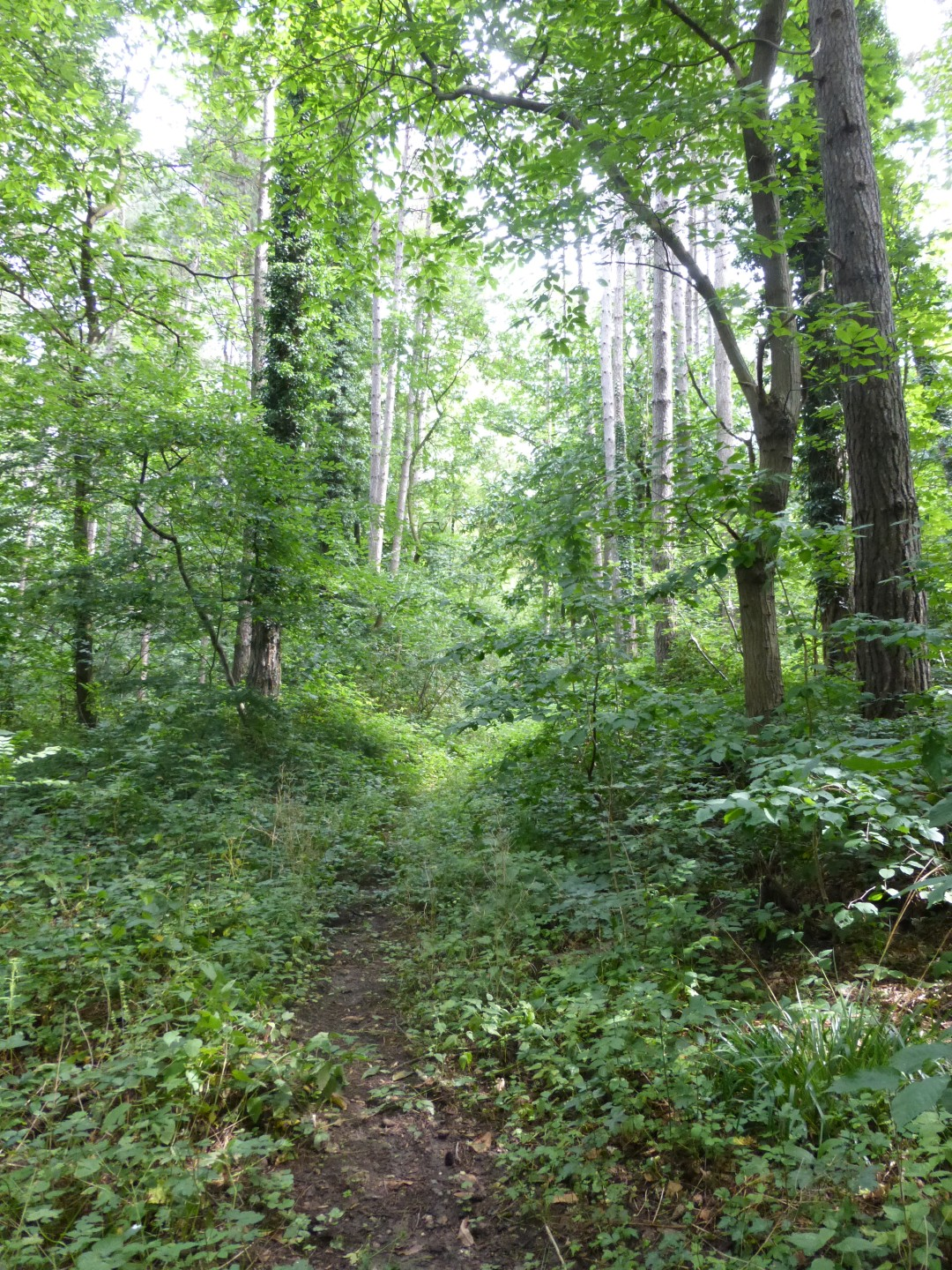

Het Krabbos is een natuurgebied ten zuidoosten van de tot de Vlaams-Brabantse gemeente Halle behorende plaats Buizingen nabij de straten Drasop en Krabos.
Het bos ligt op de helling van een heuvel en de hoogte varieert van 80-110 meter. De bodem wordt gevormd door de Formatie van Brussel. 3,9 ha van dit bos is beschermd als landschap. Het bos bestaat vooral uit eiken-berkenbos met hier en daar dennenaanplant. Van oorsprong lag hier een veel uitgestrekter bos, het Crapen Bosch, dat één geheel vormde met het Hallerbos. Tijdens de ontginningen omstreeks 1800 raakte het bos versnipperd.
In het bos vindt men een aantal grafheuvels.
- Inventaris van het Bouwkundig Erfgoed (Vlaanderen): 302499